# Иган (Јужна Дакота)
Иган (енгл. Egan) град је у америчкој савезној држави Јужна Дакота.

## Демографија
По попису из 2010. године број становника је 278, што је 13 (4,9%) становника више него 2000. године.
| Група             | 2000.       | 2010.       |
| Белци             | 249 (94,0%) | 235 (84,5%) |
| Афроамериканци    | 0 (0,0%)    | 0 (0,0%)    |
| Азијати           | 0 (0,0%)    | 2 (0,7%)    |
| Хиспаноамериканци | 0 (0,0%)    | 6 (2,2%)    |
| Укупно            | 265         | 278         |